# Sandy Valley (Nevada)
Sandy Valley es un lugar designado por el censo (en inglés, census-designated place, CDP) ubicado en el condado de Clark, Nevada, Estados Unidos. Según el censo de 2020, tiene una población de 1663 habitantes.
Está situado en una zona desértica en la frontera con el estado de California, a unos 80 kilómetros de la ciudad de Las Vegas.

## Geografía
La localidad está ubicada en las coordenadas 35°50′32″N 115°37′50″O / 35.84222, -115.63056 (35.842134, -115.630539).

## Demografía
Según la Oficina del Censo, en 2000 los ingresos medios por hogar en la localidad eran de $43.663 y los ingresos medios por familia eran de $46.389. Los hombres tenían unos ingresos medios de $37.000 frente a los $26.074 para las mujeres. La renta per cápita para la localidad era de $17.439. Alrededor del 14,9% de la población estaba por debajo del umbral de pobreza.
De acuerdo con la estimación 2015-2019 de la Oficina del Censo, los ingresos medios por hogar en la localidad son de $60.028 y los ingresos medios por familia son de $50.550. Alrededor del 17,2% de la población está por debajo del umbral de pobreza.
Según el censo de 2020, el 23.21% de los habitantes son hispanos o latinos de cualquier raza.